# Decision to Leave
Pour plus de détails, voir Fiche technique et Distribution.
Decision to Leave (hangeul : 헤어질 결심 ; hanja : 헤어질 決心 ; RR : Heeojil gyeolsim ; litt. « Décision de morceler »), ou Décision de partir au Québec, est un film sud-coréen coécrit, produit et réalisé par Park Chan-wook, sorti en 2022.

## Synopsis
Hae-joon, policier travaillant à Busan, mène une enquête sur la mort d'un homme, Ki Do-soo, survenue dans les montagnes alors qu'il faisait de l'escalade. Il rencontre la mystérieuse épouse du défunt, Seo-rae, dont il tombe rapidement amoureux alors que lui-même est marié. Il ne voit son épouse que durant les week-ends puisqu'il a été muté loin d'elle.
Seo-rae ne semble ni surprise ni très affectée par la mort de son mari. D'origine chinoise, elle travaille comme aide-soignante auprès de personnes âgées et est beaucoup plus jeune que son époux. Son travail lui fournit d'ailleurs son alibi : elle travaillait au moment de la mort, ce qui est confirmé par l'agence qui l'emploie, qui téléphone chaque matin aux personnes âgées pour que soit confirmée la présence de l'aide-soignante. Ki Do-soo travaillait quant à lui pour les services de l'immigration et, d'après des lettres anonymes, faisait manifestement l'objet d'un chantage pour avoir accepté des pots-de-vin. Hae-Joon découvre par ailleurs qu'il était un mari violent. Les pistes du meurtre et du suicide sont toutes deux envisagées, et Seo-rae fait figure de suspecte.
Hae-joon apprend que Seo-rae, lorsqu'elle vivait encore en Chine, a tué sa mère malade, à sa demande selon ses dires, en lui donnant des pilules de fentanyl. Il découvre ensuite que l'alibi de Seo-rae n'est pas aussi solide qu'il paraissait. Sur une application du téléphone portable de la vieille dame dont elle devait s'occuper, il est indiqué que celle-ci aurait gravi l'équivalent de 138 étages le jour de la mort du mari de Seo-rae, ce qui paraît impossible vu l'état de santé de cette dame, laquelle déclare d'ailleurs ne pas être sortie de chez elle depuis des années. Hae-joon soupçonne alors à nouveau Seo-rae : elle a pu prendre le téléphone portable de sa cliente afin de pouvoir répondre à l'appel de l'agence, et se rendre sur la montagne que gravissait son époux ce jour-là, atteignant le sommet par une autre voie avant de le pousser dans le vide. Son soupçon est renforcé par l'état de confusion mentale de la vieille dame, qui n'en fait pas un témoin fiable. Il se rend sur la montagne pour vérifier sa théorie, prend le chemin alternatif et, lorsqu'il parvient au sommet, vérifie grâce à la même application que le dénivelé est bien équivalent à 138 étages.
L'affaire ayant déjà été classée comme accident, Hae-joon achète à la vieille dame un téléphone portable du même modèle, et remet à Seo-rae le téléphone pouvant prouver sa culpabilité, en lui recommandant d'aller le jeter dans la mer, dans un endroit profond pour qu'on ne le retrouve jamais.
Après plus d'un an, alors que Hae-joon a demandé sa mutation à Ipo afin d'y vivre quotidiennement avec son épouse, il retrouve Seo-rae, qui vient également de s'installer dans cette ville avec son nouveau mari, Im Ho-shin, un analyste financier poursuivi par plusieurs personnes voulant se venger des mauvais conseils qu'il leur a donnés. Hae-joon, qui a vécu une dépression et dont les troubles du sommeil se sont aggravés, est bouleversé par ces retrouvailles. Le lendemain de leur rencontre, Im Ho-shin est retrouvé poignardé et Seo-Rae est à nouveau suspecte. Elle admet avoir nettoyé la scène du crime pour ne pas perturber Hae-joon — il lui avait confié que la seule chose qui le répugnait était une scène de crime avec un bain de sang — mais elle nie l'avoir tué. Rapidement, un homme, Sa Cheol-seong dit « Paf », avoue avoir tué Im Ho-shin parce qu'il avait ruiné sa mère, provoquant indirectement sa mort, et il met aussi Seo-rae hors de cause.
Seo-rae fait comprendre à Hae-joon qu'elle n'a cessé de penser à lui et que son amour pour lui a commencé à croître au moment même où elle a perçu que pour lui, depuis qu'il la savait coupable le meurtre de son premier mari, c'était l'inverse. Elle lui donne aussi le téléphone qu'il lui avait conseillé de faire disparaître et lui dit qu'elle espère devenir son « affaire non élucidée ». Ils s'embrassent et elle part. À son retour chez lui, Hae-joon apprend que sa femme le quitte.
Plus tard, Hae-joon comprend que Seo-rae, qui était au courant des menaces de Sa Cheol-seong, a provoqué la mort de sa mère en lui donnant du fentanyl comme elle l'avait fait pour sa propre mère, et qu'elle a donc indirectement provoqué le meurtre de son mari. À l'aide d'un logiciel de localisation, il tente de rejoindre Seo-rae mais ne retrouve que sa voiture, garée près d'une plage. En creusant un trou dans le sable à la limite de la marée haute, Seo-rae se suicide en se laissant ensevelir. Hae-joon arpente les alentours à sa recherche mais le trou est totalement rempli de sable lorsqu'il parvient au bon endroit. Il lui est ainsi impossible de savoir que Seo-rae est enterrée sous ses pieds.

## Fiche technique
Sauf indication contraire, les informations mentionnées dans cette section peuvent être confirmées par la base de données cinématographiques IMDb,  présente dans la section « Liens externes ».
- Titre original : 헤어질 결심
- Titre international et français : Decision to Leave
- Titre québécois : Décision de partir
- Réalisation : Park Chan-wook
- Scénario : Jeong Seo-kyeong et Park Chan-wook
- Musique : Jo Yeong-wook
- Décors : Ryoo Seong-hie
- Photographie : Kim Ji-yong
- Montage : Kim Sang-bum
- Production : Park Chan-wook
- Société de production : Moho Film
- Société de distribution : CJ Entertainment
- Pays de production :  Corée du Sud
- Langues originales : coréen et mandarin
- Format : couleur
- Genre : drame policier, énigme
- Durée : 138 minutes
- Dates de sortie :
  - France : 23 mai 2022 (Festival de Cannes) ; 29 juin 2022 (sortie nationale)[1]
  - Corée du Sud : 29 juin 2022
- Classification :
  - France : tout public lors de sa sortie en salles mais déconseillé aux moins de 12 ans à la télévision[réf. nécessaire]

## Distribution
Sauf indication contraire ou complémentaire, les informations mentionnées dans cette section peuvent être confirmées par la base de données Hancinema
- Park Hae-il (VF : Anatole de Bodinat) : Jang Hae-joon
- Tang Wei (VF : Audrey Sourdive) : Song Seo-rae (ou Song Sore[2])
- Lee Jeong-hyeon (VF : Laëtitia Lefebvre) : Jeong-an, l'épouse de Jang Hae-joon
- Ko Kyeong-pyo (VF : Gauthier Battoue) : Soo-wan, le partenaire de Jang Hae-joon à Busan
- Park Yong-woo (en) (VF : Jérémy Prévost) : Im Ho-shin, le deuxième mari de Song Seo-rae
- Kim Shin-young (en) : Yeon-soo, la collègue de Jang Hae-joon à Ipo
- Jeong Yeong-suk (VF : Frédérique Cantrel) : Hae-dong, la vieille dame dont Song Seo-rae s'occupe les lundis
- Jung Yi-seo : Yoo Mi-ji
- Yoo Seung-mok (VF : Loïc Houdré) : Ki Do-soo, le premier mari de Song Seo-rae
- Jeong Ha-dam (en) : Woo Ga-in
- Park Jung-min (VF : Yann Pichon) : Hong San-o
- Seo Hyun-woo (en) : Sa Cheol-seong, dit « Paf »
- Go Min-si : la chamane

## Production
Le tournage a lieu entre le 19 octobre 2020 et le 12 mars 2021, un peu partout à travers le pays, mais surtout à Busan — dont la montagne de Geumjeongsan, l'université maritime de Corée, le village de la céramique dans le Gijang, etc. — ,,,.
En octobre 2021, dans une interview, Park Chan-wook déclare que le film est toujours profondément en post-production, et qu'il est difficile de prononcer la date de sa sortie.

## Accueil

### Accueil critique
En France, la presse est très enthousiaste pour ce film de romance policière coréen. Le site Allociné propose une moyenne de 4/5 à partir de l'interprétation de 31 critiques de presse.
Parmi les critiques plus élogieuses, Écran Large écrit : « Faux polar, vraie histoire d'amour et bouleversante radiographie des sentiments humains, Decision to Leave nous prouve une bonne fois pour toutes que Park Chan-wook est encore au sommet de son art et qu'il n'est pas près de redescendre. ». La Voix du Nord parle d'un film qui « porte la sophistication à un haut niveau d’élégance (et d'un) prix mérité de la mise en scène au Festival de Cannes ». Ouest-France estime que « les images de ce film restent longtemps en tête et, plus le temps passe, plus le parfum de ce Decision To Leave est entêtant ».
Des critiques positives mais plus mesurées ont également été émises. Ainsi, Franceinfo Culture se montre plus circonspect : « L’intrigue est en soi assez simple mais Park-Chan Wook expose son récit tel un puzzle ; les séquences se succèdent sans réel lien et en usant de temporalités différentes. Si la sollicitation du public pour remonter le fil peut être un atout, il se résume ici à un exercice de style, certes esthétique mais qui n’émeut guère ».
Un basic instinct à la coréenne  a pu dire la critique.
« D’un romantisme sulfureux, ce drame policier aux accents hitchcockiens commence par intriguer, mais se perd dans les circonvolutions d’une narration trop alambiquée », selon l'opinion des Fiches du cinéma. Libération est un peu plus âpre à l'égard de ce long-métrage : « Tout n’est pas à jeter dans ce film surchargé et tout particulièrement pas son scénario retors coécrit par le cinéaste et Jung Seo-kyoung ». Quant au Parisien, celui-ci ne semble pas très emballé, peut-être même déçu par cette nouvelle œuvre : « La forme, aussi somptueuse soit-elle, ça ne suffit pas : l’intrigue à tiroirs est tellement télescopée qu’avec un peu d’attention on en comprend les ficelles et le dénouement au bout de vingt minutes – il reste alors deux heures à tirer ».

### Box-office
En France, le premier jour de son exploitation, le film coréen engrange 13 738 entrées, dont 3 473 en avant-première, pour 198 copies. Il se positionne en 4e place du box-office des nouveautés, derrière Arthur, malédiction (16 578) et devant la comédie française En roue libre (4 033).
Au bout d'une première semaine d'exploitation, le film engrange 103 303 entrées pour une 9e place au box-office, toujours derrière Arthur, malédiction (121 393) et devant le documentaire sur Diam's Salam (90 096). Sa place reste inchangée pour sa seconde semaine d'exploitation en engrangeant 60 344 entrées (163 640 entrées cumulées), derrière Black Phone (72 372) et devant Arthur, malédiction (49 397).

## Distinctions

### Récompense
- Festival de Cannes 2022 : prix de la mise en scène[17]

### Nomination
- Golden Globes 2023 : Meilleur film en langue étrangère